# Noma
Noma — ресторан у Копенгагені (Данія), відкритий у 2003 році шеф-кухарем Рене Редцепі. Визнавався найкращим рестораном світу 2010, 2011, 2012 і 2014 років за версією британського журналу «Restaurant». Відзначений також трьома зірками Червоного гіду Мішлен. Назва ресторану є абревіатурою від слів «nordisk» (північна) і «mad» (їжа).

## Історія
Ресторан розташовується в будівлі старого корабельного складу на березі каналу в районі Крістіансхавн у центрі Копенгагена. Будівля складу знаходиться на Гренландській торговій площі (Grønlandske Handelsplads), яка протягом 200 років була центром торгівлі з Фарерськими островами, Фіннмарком, Ісландією і Гренландією. Тут зберігалися риба, китове масло, шкури й інші товари перед продажем на європейські ринки.
2003 року склад був перетворений на Північноатлантичний будинок (Nordatlantens Brygge), центр мистецтв і культури країн Північноатлантичного регіону.
У травні 2020 року, під час кризи COVID-19, Noma знову відкрилася як винний і бургер-бар з можливістю замовлення їжі на винос.У кулінарних ЗМІ його іноді називають «Noma 3.0». Редзепі планує тримати заклад відкритим принаймні частину літа 2020 року.
У 2021 році Noma посіла перше місце у списку найкращих ресторанів світу 2021 року.
Очікується, що Noma закриється наприкінці 2024 року і перетвориться на тестову кухню Noma Projects для онлайн-замовлень. Обідні зали час від часу відкриватимуться як поп-ап ресторани.

## Кухня
У ресторані представлена скандинавська кухня. Його засновники, Рене Редцепі й Клаус Мейєр, спробували переосмислити скандинавське мистецтво приготування їжі. Їхню кухню можна вважати швидше сучасною інтерпретацією нордичної кухні, ніж класичною кухнею, в якій зокрема подають равлики, обліпиху, дикі трави і навіть оленячий мох.

## Отруєння гостей
За даними, оприлюдненими у березні 2013 року, 63 відвідувачі, а також кілька співробітників ресторану Noma демонстрували ознаки харчового отруєння протягом п'яти днів, з 12 по 16 лютого 2013 року, але лише у березні стало відомо, що їх усіх об'єднувало. Причину отруєння встановити не вдалось. Епідеміологи підозрювали, що розносником інфекції міг стати працівник ресторанної кухні, але довести це складно, оскільки приміщення з того часу кілька разів дезінфікували.